# Schefflera parvifoliolata
Schefflera parvifoliolata là một loài thực vật có hoa trong Họ Cuồng cuồng. Loài này được C.J.Tseng & G.Hoo miêu tả khoa học đầu tiên năm 1965.